# Viticoltura in Bosnia ed Erzegovina
La viticoltura in Bosnia ed Erzegovina ha radici profonde e una tradizione che si estende attraverso i secoli sebbene la regione non sia tradizionalmente nota come una delle principali potenze vinicole mondiali. Nonostante ciò, la Bosnia ed Erzegovina sta vivendo una rinascita del settore vitivinicolo con un crescente interesse per i vini locali e un riscoprire delle varietà autoctone. La regione offre un interessante mix di vitigni, terreni e influenze climatiche che la rendono un territorio vinicolo da scoprire.

## Storia
La viticoltura in Bosnia ed Erzegovina ha origini che risalgono a tempi antichi. Già durante l'epoca romana la produzione di vino era un'attività diffusa nella regione soprattutto nelle aree montane e collinari dove il clima e il terreno favorevole permettevano una viticoltura di qualità. Nei secoli successivi la tradizione vinicola venne influenzata dalle diverse dominazioni, tra cui quella ottomana, che ha lasciato una forte impronta culturale e agricola sulla regione.
Nel XX secolo la viticoltura in Bosnia ed Erzegovina subì una battuta d'arresto durante la guerra dei Balcani, ma negli ultimi decenni, con la pace e la stabilità ritrovata, il settore è stato protagonista di una vera e propria rinascita. I viticoltori locali hanno cominciato a riscoprire le varietà autoctone e a coltivare i terreni con nuove tecniche moderne, mentre l'interesse internazionale verso i vini della regione cresce costantemente.

## Clima
Il clima della Bosnia ed Erzegovina è un fattore determinante per la qualità della viticoltura. La regione presenta una combinazione di climi mediterranei e continentali che favoriscono una varietà di vitigni. Le terre collinari, in particolare, beneficiano di estati calde e asciutte e inverni freddi con forti escursioni termiche tra il giorno e la notte che contribuiscono a una maturazione ottimale delle uve.
Le influenze del Mar Adriatico si fanno sentire soprattutto nelle regioni meridionali, come la zona di Mostar, dove il clima è più mediterraneo con un'ulteriore diversificazione nelle caratteristiche del vino. Nelle zone più interne il clima è più continentale, con maggiori differenze termiche tra estate e inverno.

## Regioni Vitivinicole
La Bosnia ed Erzegovina è divisa in diverse regioni vitivinicole, ognuna con caratteristiche uniche che influenzano la produzione vinicole:
- Erzegovina, la regione è la più famosa per la viticoltura grazie al clima caldo e secco che favorisce la produzione di vini rossi di buona qualità. Le colline intorno a Mostar e Trebigne sono particolarmente note per le loro vigne[1].
- Bosnia centrale, sebbene meno conosciuta rispetto all'Erzegovina, ha visto un aumento della viticoltura negli ultimi anni. Questa regione è caratterizzata da un clima continentale che offre un ambiente ideale per la coltivazione di varietà di uve bianche e rosse[2]
- Bosna e Sava, Le pianure della parte settentrionale vicino al fiume Sava, offrono un terreno fertile per diversi vitigni, sebbene siano ancora poco esplorate rispetto ad altre regioni.[3]

## Vitigni
I vitigni coltivati in Bosnia ed Erzegovina sono sia autoctoni che internazionali con un'attenzione particolare per le varietà tradizionali locali. Tra i vitigni più rappresentativi ci sono:
- Vranac, un vitigno autoctono della regione dell'Erzegovina noto per la produzione di vini rossi corposi dal colore intenso e dal sapore fruttato[1].
- Žilavka, un altro vitigno autoctono utilizzato per produrre vini bianchi freschi e aromatici con un buon equilibrio di acidità.[2].
- Blatina, altro vitigno rosso autoctono dell'Erzegovina che produce vini di qualità media con note di frutti rossi[5].
- Chardonnay, Cabernet Sauvignon, Merlot: oltre ai vitigni autoctoni, anche varietà internazionali sono coltivate con vini che uniscono tradizione e innovazione[4].

## Vini
I vini della Bosnia ed Erzegovina si stanno facendo conoscere per la loro qualità crescente. Le varietà autoctone, in particolare, stanno guadagnando riconoscimenti a livello internazionale. I vini rossi, come quelli ottenuti da Vranac e Blatina, sono apprezzati per il loro corpo robusto e il sapore fruttato, mentre i bianchi, come quelli prodotti con Žilavka, offrono freschezza e eleganza.
La produzione vinicola è caratterizzata anche dalla crescente attenzione alla qualità piuttosto che alla quantità, con molti produttori che si concentrano su metodi di vinificazione tradizionali combinati con pratiche moderne. Ciò sta portando a un miglioramento continuo della qualità dei vini locali che ora sono pronti per competere sui mercati internazionali.

## Normative
La viticoltura in Bosnia ed Erzegovina è regolata da normative che si ispirano a quelle europee, con un crescente impegno per la certificazione di qualità e per il riconoscimento delle denominazioni di origine. Tuttavia, il settore vinicolo è ancora in fase di sviluppo e si sta cercando di stabilire una legislazione che aiuti a proteggere le varietà autoctone e a promuovere i vini bosniaci ed erzegovesi all'estero.
Inoltre, la viticoltura beneficia di una crescente attenzione da parte del governo e delle organizzazioni internazionali che mirano a incentivare la modernizzazione del settore e a creare opportunità di marketing per i produttori locali.